# Старая Петровка (Мордовия)
Старая Петровка — упразднённая деревня в Инсарском районе Мордовии России. Входила в состав Мордовско-Паевского сельского поселения. Исключена из учётных данных в 2003 году.

## География
Располагалась на правом берегу реки Инсарка, 7 км к юго-востоку от села Мордовская Паёвка.

## История
В «Списке населённых мест Пензенской губернии за 1869» Петровка владельческая деревня из 20 дворов Инсарского уезда.

## Население
| 1989 | 2002 |
| ---- | ---- |
| 15   | ↘2   |

Национальный состав
Согласно результатам Всероссийской переписи населения 2002 года, в национальной структуре населения русские составляли 100 %.